# L'Anunciació (1598, Museu Thyssen)
L'anunciació a la Verge Maria, realitzada entre 1596 i 1600, i que es troba en el Museu Thyssen-Bornemisza, es una obra d'El Greco, unànimement considerada autògrafa d'aquest artista.

## Tema de l'obra
L'Anunciació és l'episodi que relata l'aparició de l'arcàngel Gabriel, per tal d'anunciar a la Verge Maria que seria mare de Jesús per obra de l'Esperit Sant. Aquest episodi només està referit a l'Evangeli segons Lluc, Lc.1:26-38.

## Anàlisi de l'obra
Oli sobre llenç; 114 x 67 cm.; Museu Thyssen-Bornemisza, Madrid.
Aquest llenç és un esbós preparatori per a L'Anunciació (Retaule de María de Aragón). Segons Harold Wethey, aquest esbós és una de les millors creacions d'El Greco, només superada pel llenç definitu.
La brillantor i la frescor del colorit són esplèndids. La túnica rosa i el mantell blau de Maria segueixen la tradició iconográfica tradicional. L'Arcàngel Gabriel vesteix d'un verd viu que destaca sobre les seves ales grises, mentre els seus rínxols semblen gairebé daurats. Els àngels de part celestial, que vesteixen de verd, taronja fosc, vermell, rosa i blau pàl·lid, están realitzats amb extraordinària ardidesa. Els querubins grisos creen hermosos contrastos amb els núvols blavosos. Lamentablement, la vora inferior del llenç va ésser retallada, i s'han perdut els graons i el lloc on es recolzava la cistella.

## Procedència
- Col·lecció Pascual, Barcelona